# شهرستان وارن (میسیسیپی)
|  |  |  |
|  |  |  |

شهرستان وارِن در غرب ایالت میسیسیپی، واقع در ایالات متحده آمریکا می‌باشد. جمعیت این شهرستان ۴۸٬۷۷۳ نفر (سال ۲۰۱۰) و وسعت آن ۱٬۶۰۳ کیلومتر مربع است. مرکز این شهرستان شهر ویکسبرگ می‌باشد.